# Torsk
Torsk eller atlantisk torsk (Gadus morhua) er en fisk i torskeslægten tilhørende torskefamilien Gadidae. Torsk er vidt udbredt i det østlige Atlanterhav, i Nordsøen og i de indre danske farvande. Den lever både i saltvand og brakvand, og lever primært nær bunden. Dog optræder ældre torsk også pelagisk. Torsk er vigtig for fiskeriet, men fangsterne er gået betydeligt tilbage siden 1990'erne. Torsk anvendes til klipfisk.

## Beskrivelse
Torsk kan kendes på den lange skægtråd, overbiddet og den hvide sidelinje. Farven varierer med omgivelserne. Ryg og sider er ofte gråbrune eller grågrønne med brune, gule eller rødlige pletter. Bugen er hvidlig.

### Kødet
Kødet er lyst og har en eftertragtet neutral smag i forhold til andre fisk, der indeholder mere blod i kødet. Kødet er næsten så hvidt og fast som hos kuller.

### Mål
Den største torsk, der er fanget, var 2 meter lang og vejede 96 kg. I danske farvande tages indimellem torsk på 1,25 meter og op til 25 kg. Så store torsk fanges kun sjældent og kun på dybt vand, hvor torsken rykker ud efterhånden som den bliver ældre. Størstedelen af fanget torsk vejer 2-6 kg.

## Levevis
Torsk er rovfisk. De lever hovedsageligt af muslinger, krebsdyr, orme, søpindsvin og andre fisk som sild, lodde og tobis. Torsk udviser også kannibalisme. 
De nordlige torskestammer ved Nordnorge og Island foretager vidtstrakte vandringer, når de skal gyde eller på jagt efter føde. Kysttorsk er mere stationære.
Torsken bliver i de ydre danske farvande kønsmoden i en alder af 3-4 år. De fleste torsk gyder sent på vinteren eller om foråret, hvor de opsøger dybder på 30-60 meter med en temperatur på 4-6°. Æggene er 1,5 millimeter store og flyder langsomt op til overfladen. De klækkes efter 2-4 uger, alt efter temperaturen. Larverne er 4-5 millimeter og lever af planktonorganismer som vandlopper og encellede alger. Efter 3-5 måneder er larverne vokset til en længde af 3-6 centimeter og søger mod bunden. En tre år gammel torsk er i Nordsøen typisk 55 centimeter lang. Efter kønsmodningen nedsættes væksten.

## Fiskeri
Den er en vigtig fangstfisk, som imidlertid er blevet voldsomt overfisket, især i tiden efter anden verdenskrig, med stærkt decimerede bestandsstørrelser til følge. Torskens reetablering er vanskeliggjort af det intense industrifiskeri af dele af dens fødegrundlag, navnlig tobis.